# Liste der Naturschutzgebiete in Karlsruhe
Im Stadtkreis Karlsruhe gibt es acht Naturschutzgebiete. Für die Ausweisung von Naturschutzgebieten ist das Regierungspräsidium Karlsruhe zuständig. Nach der Schutzgebietsstatistik der Landesanstalt für Umwelt, Messungen und Naturschutz Baden-Württemberg (LUBW) stehen 728,17 Hektar der Fläche des Stadtkreises unter Naturschutz, das sind 4,20 Prozent.
| Name                                   | Bild | Kennung               | Einzelheiten | Position | Fläche Hektar | Datum         |
| -------------------------------------- | ---- | --------------------- | --- | -------- | ------------- | ------------- |
| Weingartener Moor-Bruchwald Grötzingen |      | 2.017 WDPA: 166229    | Karlsruhe (142,8 ha), Weingarten (Baden) (Landkreis Karlsruhe; 112,8 ha) Im Moor leben zahlreiche gefährdete Amphibien-, Insekten- und Vogelarten. | ⊙        | 255,56        | 11. Okt. 1940 |
| Altrhein Maxau                         |      | 2.049 WDPA: 81277     | Karlsruhe Altrhein in der Mäanderzone des Rheinstromes mit den hier besonders typisch ausgeprägten verschiedenartigen Verlandungsgesellschaften mit ihren bedrohten Tier- und Pflanzenarten und Regenerationszone für den mit dem Altrhein direkt verbundenen Kiessee Maxau. | ⊙        | 34,6          | 25. Apr. 1980 |
| Erlachsee                              |      | 2.066 WDPA: 81619     | Karlsruhe Künstlich angelegter See mit Flachwasserzonen und Röhrichtbeständen als Lebensraum von bedrohten Tier- und Pflanzenarten. | ⊙        | 16,4          | 30. Nov. 1983 |
| Altrhein Kleiner Bodensee              |      | 2.081 WDPA: 162130    | Eggenstein-Leopoldshafen (Landkreis Karlsruhe; 128,9 ha), Karlsruhe (87,8 ha) Ehemalige Überflutungsaue des Rheins mit einem Altrheinarm, einem Baggersee, dem Unterlauf der Alb und verschiedenartigen Wäldern. Es finden sich über 500 Pflanzen- und 130 Vogelarten, unter anderem Wassernuss, Röhricht, Silber-Weiden-Wälder, Hartholzauen, Eichen-Hainbuchen-Wälder, mehrere Spechtarten und der Pirol.           | ⊙        | 216,77        | 13. Juni 1985 |
| Fritschlach                            |      | 2.104 WDPA: 163157    | Karlsruhe Altrheinaue der Mäanderzone, Röhrichte, Silber-Weiden-Wälder, Hartholzauen, Streuwiesen und trockene Standorte. | ⊙        | 86,83         | 29. Dez. 1986 |
| Burgau                                 |      | 2.122 WDPA: 162641    | Karlsruhe Jung- und Altaue des Rheins mit einer Vielzahl verschiedener natürlicher und naturnaher Biotoptypen wie Feuchtbiotope mit offenen Wasserflächen, Schwimmblattzonen, Röhrichtzonen und Flachwasserzonen, Steilufer, Riede, Tümpel, Gräben, Feuchtwiesen; Wiesengesellschaften, Streuobstwiesen, Ackersaumgesellschaften, Gebüsche, Hecken, Waldbiotope, Trocken- und Ruderalstandorte sowie Rohbodenbiotope. | ⊙        | 291,1         | 2. Nov. 1989  |
| Kälberklamm und Hasenklamm             |      | 2.162 WDPA: 163978    | Ettlingen (Landkreis Karlsruhe; 19,03 ha), Waldbronn (Landkreis Karlsruhe; 2 ha), Karlsruhe (0,1 ha) Das Vogelschutzgebiet ist insbesondere Lebensraum des Wanderfalken. | ⊙        | 21,13         | 30. Dez. 1992 |
| Alter Flugplatz Karlsruhe              |      | 2.229 WDPA: 555514010 | Karlsruhe Während der bis ins 19. Jahrhundert zurückreichenden militärischen Nutzung konnten sich im NSG wertvolle Sand- und Magerrasen entwickeln. Mehr als 80 Vogelarten, über 100 Nachtfalterarten und mehr als 280 verschiedene Blütenpflanzenarten wurden bisher auf dem Alten Flugplatz gefunden. Darunter befinden sich viele Raritäten, z. B. die Heidenelke und das Sandglöckchen                            | ⊙        | 69,1          | 30. Nov. 2010 |
| Legende für Naturschutzgebiet          |      |                       | |          |               |               |